# Abakavir
Abakavir nebo abacavir je inhibitor reverzní transkriptázy ze skupiny nukleosidových analogů (NRTI), antivirotikum. V kombinaci s dalšími antiretrovirovými léčivy snižuje virovou zátěž HIV a udržuje ji na nízké úrovni. Zvyšuje počet CD4 buněk. Je určen k léčbě HIV infekcí.
Doporučená dávka (pacient hmotnosti nad 30 kg) je 600 mg denně v jedné nebo rozdělena na 2 dávky.

## Komerční preparáty
Prodává se pod obchodním názvem Ziagen v podobě roztoku (koncentrace 20 mg abakaviru na ml) a obalovaných tablet (300 mg abakaviru). Je také jednou ze složek přípravku s obchodním názvem Kivexa a Trizivir.